# SIAMT
SIAMT is een historisch merk van motorfietsen.
SIAMT: Societa Italiana Automobili Motocicli, Torino (1907-1914).
Italiaans merk waarvoor de beroemde constructeur Luigi Semeria eencilinders van 260-, 262 en 344 cc en V-twins van 494-, 688- en 731 cc bouwde. Deze hadden vooral in wedstrijden veel succes.